# Marco Freitas
Cet article possède un paronyme, voir Marcos Freitas.
Pour les articles homonymes, voir Freitas.
Marco Freitas, de son nom complet Marco Luís Veríssimo de Freitas, né le 29 août 1972 à Benguela en Angola, est un footballeur international angolais, qui évoluait au poste de milieu défensif.

## Biographie

### En club
Né à Benguela, en Angola, Marco Freitas émigre à Madère à l'âge de 13 ans. Il intègre alors le centre de formation de l'AD Machico, où il passe quatre saisons, avant de rejoindre le CD Nacional en 1989. Il est prêté à son club formateur pour effectuer ses débuts professionnels lors de la saison 1991-1992. Par la suite, il retourne au Nacional où il devient un joueur régulièrement utilisé, totalisant plus de soixante matchs de championnat en deuxième division portugaise.
En 1995, il signe au Vitória SC, où il vit sans doute les meilleures années de sa carrière. Il y est un élément important d’une équipe qui termine deux fois de suite à la cinquième place du championnat, avant de décrocher une troisième place historique lors de la saison 1997-1998, la meilleure du club à l’époque. Ses bonnes performances lui valent un transfert au SL Benfica en 1998, qui le prête immédiatement à son club satellite, le FC Alverca.
À Alverca, Freitas est un titulaire régulier, formant le milieu de terrain aux côtés de Jamir Gomes et Nandinho. Il contribue au maintien du club en première division,.
Il revient au Benfica la saison suivante et fait ses débuts le 31 octobre 1999, lors d’une défaite à l’extérieur contre Alverca. Cependant, il reste le plus souvent sur le banc, n’entrant quasiment jamais dans les plans de l’entraîneur Jupp Heynckes,. Toujours sous contrat avec le Benfica, Freitas retourne à Alverca en 2000 pour une saison supplémentaire, durant laquelle il est moins utilisé. Il rejoint ensuite le SC Salgueiros pour les deux dernières années de son contrat,.
La fin de sa carrière se déroule entre la deuxième et la troisième division portugaises. Il prend sa retraite sportive en 2008,.
Au total, il dispute 112 matchs pour 7 buts marqués en première division portugaise.

### En sélection
Marco Freitas compte trois sélections pour aucun but marqué avec l'équipe d'Angola entre 1995 et 1996.